# Jonathan Reis
Jonathan Jackson de Lima Reis (Contagem, 6 giugno 1989) è un ex calciatore brasiliano, di ruolo attaccante.